# Jérémy Perbet
Jérémy Perbet (Le Puy-en-Velay, 12 dicembre 1984) è un calciatore francese, attaccante dell'RCS Brainois.

## Caratteristiche tecniche
È una prima punta.

## Carriera

### Club

#### Clermont

##### Stagione 2003-2004
Nel 2003 entra nella prima squadra del Clermont società calcistica francese di Clermont-Ferrand. Esordisce il 2 agosto 2003 nella partita di Ligue 2 contro il Rouen subentrando nel finale a Samson (0-0). Il 27 settembre, nella decima giornata di campionato, Perbet realizza la sua prima marcatura da professionista contro il Gueugnon (1-0). Il 20 dicembre, a Besançon contro il Racing, Perbet disputa la sua prima partita di campionato da titolare, giocando tutti e novanta i minuti e siglando una marcatura. Nelle partite successive subentra più volte a partita in corso e ritorna al gol il 20 marzo 2004 contro il Créteil (2-0). Il 10 aprile realizza la quarta ed ultima marcatura stagionale ai danni del Lorient (1-1)
La sua prima stagione al Clermont si conclude con un totale di 26 presenze e 4 reti.

##### Biennio 2004-2005
Il 13 agosto 2004 subentra a Tabet nella seconda giornata di Ligue 2 contro il Gueugnon (0-2). Il 21 settembre realizza la sua prima doppietta in carriera nella partita contro il Dijon (2-2). Quattro giorni dopo segna l'unica rete del Clermont nella sconfitta sul Troyes (1-3). Il 3 dicembre Perbet segna la rete del vantaggio sul Créteil, partita conclusasi in parità 1-1.
Il 6 maggio 2005, nel trentacinquesimo incontro di Ligue 2, sigla un gol contro lo Stade Lavallois (3-1). Perbet conclude la stagione con 32 presenze e 5 reti in Ligue 2.
Dopo aver rischiato la retrocessione nel terzo livello del calcio francese, il Clermont comincia un'altra stagione in Ligue 2. Perbet gioca da titolare la prima partita di campionato contro il Sète (0-0). Il 16 agosto gioca la sua ultima partita con la maglia del Clermont nella sfida contro il Gueugnon (2-0). A fine stagione la società retrocede in terza divisione.

#### Moulin
Dopo aver giocato con il Clermont, Perbet si trasferisce nella società Moulin, militante nella terza divisione del calcio francese, il Championnat National. Dopo aver giocato 31 partite realizzando 23 marcature, la società di Moulins retrocede in quarta serie. Perbet conquista la classifica marcatori a ex aequo con Jawad El Hajri.

#### Strasburgo

##### Biennio 2006-2008: i prestiti in Belgio e all'Angers
Perbet si trasferisce allo Strasburgo. Il 4 agosto del 2006, seconda giornata di campionato, Perbet esordisce con la nuova maglia nella sfida contro l'Amiens (1-0). Il 18 agosto realizza la sua prima rete contro il Guingamp (2-0).
Conclude la sua prima stagione allo Strasburgo giocando 7 presenze ed un gol.
Nel calciomercato di gennaio viene ceduto in prestito ai belgi del Charleroi: il 20 gennaio debutta con i bianconeri a Lier, in casa del Lierse (2-1). Nella settimana successiva realizza una doppietta contro lo Standard Liegi (2-5). In seguito segna altre reti contro Roeselare (1-3), Beerschot (3-3) e Club Brugge (1-1).
Conclude la stagione totalizzando 13 presenze e 6 reti al Charleroi.
Durante l'estate del 2007, lo Strasburgo decide di girare Perbet in prestito all'Angers. Il 27 luglio, nella prima giornata di Ligue 2, esordisce contro lo Stade Brestois (1-0). Nei mesi successivi disputa altre nove partite senza segnare alcuna rete. Tra il mese di gennaio e quello di aprile non gioca nessun incontro di campionato, ritornando sui campi di gioco il 12 maggio per la partita contro il Dijon (1-3), che sarà anche la sua ultima stagionale con la maglia dell'Angers.
Con i bianconeri colleziona 11 presenze e nessuna marcatura.

#### Tubize

##### Stagione 2008-2009
Nella stagione seguente si trasferisce al Tubize, tornando in Belgio.
Il 16 agosto 2008 esordisce alla prima giornata di campionato contro l'Excelsior Mouscron (1-2), subentrando nel secondo tempo. Alla settima giornata realizza la prima rete e anche la prima doppietta contro il Dender, grazie alla quale il Tubize ottiene la prima vittoria stagionale. Il 29 novembre Perbet sigla la sua prima tripletta nella sfida contro il Kortrijk (3-3). Il 25 aprile mette a segno la sua ultima rete stagionale nuovamente contro il Kortrijk (2-2).
Segnando 13 reti si porta in quinta posizione nella classifica marcatori: le sue reti non bastano a portare in salvo il Tubize che retrocede in seconda divisione.

##### Stagione 2009-2010
Nonostante la retrocessione di categoria, rimane a Tubize anche nella stagione 2009-2010.
Esordisce in campionato contro l'RFC Liegi (0-0)
 e realizza la prima rete nella seconda giornata contro il Ronse (1-2). Realizza due doppiette contro Turnhout (0-2) e Lierse (2-3) e una tripletta contro il Wetteren (4-2).
Il 28 ottobre 2009 gioca la partita di Coppa del Belgio contro il Lokeren, perdendo la sfida per 2-0. Totalizza 11 reti in 16 incontri di campionato con il Tubize prima di trasferirsi proprio al Lokeren.

#### Lokeren

##### Annata 2010
Esordisce con il Lokeren in campionato il 16 gennaio 2010 contro il Sint-Truidense (2-1). Realizza la sua unica rete al Lokeren nella sfida dei play-off contro il Mechelen.
A fine stagione colleziona 11 presenze ed 1 rete nella sua prima stagione al Lokeren.
Nella stagione 2010-2011 debutta il 31 luglio 2010 contro il Mechelen (2-0) in campionato. La sua prima ed unica partita in Coppa del Belgio coincide anche con la sua ultima presenza stagionale al Lokeren: contro il Woluwe (1-0).

#### Mons

##### Stagione 2010-2011
Nel 2011 viene ceduto in prestito al Mons. Aveva avuto una breve parentesi al Mons giocando l'8 gennaio 2010 contro il Wetteren e realizzando due reti nella vittoria per 2-3.
Il 15 gennaio 2011 esordisce in campionato e sigla una rete contro il Beveren (3-3). Va in rete cinque volte giocando cinque giornate tra gennaio e febbraio. Realizza doppiette contro Tienen (2-2), Visé (0-3), Roeselare (3-0), Lommel United (1-5) ed Eupen (3-1 e 0-2).
Realizza 22 reti giocando 21 partite di campionato. La società raggiunge la terza posizione in campionato vincendo i play-off e venendo promossa in prima divisione.

##### Stagione 2011-2012
La prima partita in Pro League con la maglia del Mons è datata 6 agosto 2011, nell'incontro che vede avversa la società del Cercle Bruges (1-1): Perbet, subentrato nel secondo tempo, realizza la rete del pareggio. In campionato Perbet sigla due triplette (contro Sint-Truiden e Mechelen) e due doppiette (contro Sint-Truiden e Beerschot). A fine campionato il Mons, giunto decimo, gioca i play-off per l'accesso al testmatch per l'Europa League e, dopo aver vinto il proprio girone perde il doppio confronto con il Cercle Bruges (2-4).
In Coppa del Belgio il Mons, trascinato dalle reti di Perbet, giunge fino alla semifinale, perdendo la doppia sfida contro il Kortrijk. Perbet realizza 4 reti nella competizione, mettendone a segno 2 contro il Rupel Boom.
A fine stagione conta 22 reti in 29 incontri di campionato, 3 reti in 6 partite dei play-off e 4 reti in 4 sfide di Coppa del Belgio per un totale di 29 marcature in 39 partite. A fine stagione risulta essere il capocannoniere del campionato belga con 25 realizzazioni.

## Palmarès

### Individuale
- Capocannoniere del Championnat National: 1

2005-2006 (23 reti, ex aequo Jawad El Hajri)
- Capocannoniere della Pro League: 2

2011-2012 (25 reti), 2015-2016 (22 reti)